# Benno Basso
Benno Basso (* 15. Mai 1936 in Roth; † 7. Dezember 2022) war ein mittelfränkischer Unternehmer, der von 1992 bis 1999 im Bayerischen Senat saß.

## Leben
Benno Basso wuchs in Roth auf und machte nach der Schule eine Gärtner- und Floristenlehre. 1966 stieg er in den elterlichen Betrieb, Blumen Basso, im heimischen Roth ein. Bald darauf engagierte sich Basso in verschiedenen regionalen Gärtnereiverbänden. 1987 konnte er sogar Vorsitzender des Ausbildungsausschusses des Zentralverbandes Gartenbau in der damaligen Bundeshauptstadt Bonn werden. Vier Jahre später kam noch die Präsidentschaft des Bayerischen Gärtnereiverbandes hinzu. Seit Ende der Amtszeit im Jahr 2006 war er Ehrenpräsident des Verbandes. Sein politisches Engagement stieg zu dieser Zeit beträchtlich, sodass er 1992 für sieben Jahre dem Bayerischen Senat angehörte und 1996 kamen die Ämter in Stadtrat und Kreistag seiner Heimatstadt hinzu. Außerdem war er von 1993 bis 2005 Vorsitzender der Gesellschaft zur Förderung der bayerischen Landesgartenschauen und holte im Jahre 2003 die Gartenschau zu sich nach Roth.

## Ehrungen
- Bundesverdienstkreuz am Bande (16. September 1996)[8]
- Bayerischer Verdienstorden (1999)
- Goldener Ehrenring der Stadt Roth (2008)[9]
- Staatsmedaille in Gold (Bayern)[10]
- Ehrenmedaille in Gold des Zentralverbandes Gartenbau (2016)[5]